# カリル・マック
カリル・デルション・マック（Khalil Delshon Mack, 1991年2月22日 - ）は、アメリカ合衆国フロリダ州フォートピアース出身のプロアメリカンフットボール選手。NFLのロサンゼルス・チャージャーズに所属している。ポジションはアウトサイドラインバッカー。

## 経歴

### プロ入りまで
高校の最終学年に140タックル（8ロスタックル）、9サックをあげた彼はフロリダ州のサードチームに選ばれた。Rivals.com からは二つ星の評価であったがNCAA1部のバッファロー大学から奨学金のオファーを受けて進学した。
2009年をレッドシャツとして過ごした後、1年次の2010年、先発の座をつかんだ彼は69タックル（14.5ロスタックル）、4,5サック、2ファンブルフォースの成績をあげてミッド・アメリカン・カンファレンスのサードチームに選ばれた。
2年次の2011年、64タックル（20.5ロスタックル）、5,5サック、1インターセプト、5ファンブルフォースの成績をあげてカンファレンスのファーストチームに選ばれた。
3年次の2012年、開幕戦を出場停止で欠場したが自己ベストの94タックル（21ロスタックル）、8サック、4ファンブルフォースの成績をあげて2年連続カンファレンスのファーストチームに選ばれた。
4年次の2013年、全13試合に先発出場し100タックル（19ロスタックル）、10.5サック、3インターセプト、5ファンブルフォースの成績をあげてカンファレンスの最優秀守備選手に選ばれるとともに、AP通信のオールアメリカンセカンドチームに選ばれた。彼はNCAA記録タイの75ロスタックル、NCAA新記録となる16ファンブルフォースの成績を残した。

### オークランド・レイダース
2014年のNFLドラフトで彼は1巡5位でオークランド・レイダースに指名された。バッファロー大学の選手がドラフト1巡で指名されるのは初めてのことであった。
2014年シーズン、4年契約を結んだ彼はニューヨーク・ジェッツとの開幕戦で6タックルをあげた。第7週のアリゾナ・カージナルス戦では11タックルをあげた。第11週のロサンゼルス・チャージャーズ戦でフィリップ・リバースをサック、プロ初サックをあげた。第14週のサンフランシスコ・フォーティナイナーズ戦ではコリン・キャパニックを2回サック、プロ入り後初めて複数サックをあげた。この年全16試合に先発出場した彼は76タックル、4サック、1ファンブルフォースをあげた。
2015年シーズン開幕前、ラインバッカーから右ディフェンシブエンドにコンバートされ、この年両方のポジションでプレーした。第3週のクリーブランド・ブラウンズ戦ではジョシュ・マカウンを2回サックした。第13週のデトロイト・ライオンズ戦でマシュー・スタッフォードを2回サック、第14週のテネシー・タイタンズ戦でもマーカス・マリオタを2回サックした。第15週のデンバー・ブロンコス戦ではブロック・オズワイラーを5回サックし、1983年のハウィー・ロングのチーム記録に並ぶ活躍を見せてチームは15-12で勝利した。レイダースがブロンコスに勝つのは2011年の9月以来のことであった。この年全16試合に先発出場し77タックル、15サック、2ファンブルフォースをあげた彼はチームメートのチャールズ・ウッドソン、マーセル・リースとともにプロボウルに選ばれた。またAP通信のオールプロファーストチームに右ディフェンシブエンドとアウトサイドラインバッカーの2つのポジションで選ばれた。同じ選手が複数ポジションで選ばれるのは初めてのことであった。この年NFL Top 100 Playersの13位に評価された。
2016年、第4週のボルチモア・レイブンズ戦でジョー・フラッコに対してその年最初のサックをあげた。第8週のタンパベイ・バッカニアーズ戦ではチームトップの7タックルをあげるとともにジェイミス・ウィンストンを2回サックした。第9週のデンバー・ブロンコス戦ではトレバー・シーミアンを2回サックし、その内の1回は自らボールをファンブルリカバーした。第12週のカロライナ・パンサーズ戦ではキャム・ニュートンのパスをインターセプト、6ヤードをリターンしてタッチダウンをあげた。このインターセプトはNFLで初のインターセプト、タッチダウンとなった。ゲーム終盤にもニュートンにファンブルフォースをさせる活躍でチームは35-32で勝利した。この試合でインターセプト、サック、ファンブルフォース、ファンブルリカバーをあげた彼はAFCの週間最優秀守備選手に選ばれた。11月に4サック、2ファンブルフォース、1インターセプトをあげた彼はAFCの月間最優秀守備選手にも選ばれた。第13週のバッファロー・ビルズ戦でもタイロッド・テイラーへのサック、第4Q終盤のファンブルリカバーで勝利に貢献した。
チームは2002年以来となるプレーオフ出場を果たした。ヒューストン・テキサンズとのワイルドカードプレーオフで彼はチームトップの11タックルをあげたが14-27で敗れた。
この年73タックル、11サック、5ファンブルフォース、3ファンブルリカバーの成績をあげ2年連続プロボウル、オールプロファーストチームに選ばれた。またNFL Top 100 Players の5位に評価された。
2017年4月20日、レイダースは5年目の契約オプションを行使した。第2週のニューヨーク・ジェッツ戦でジョシュ・マカウンをサック、第3週のワシントン・レッドスキンズ戦でカーク・カズンズをサック、チームトップの9タックルをあげた。第4週のデンバー・ブロンコス戦でトレバー・シーミアンを2回サックした。バイウィーク明けの第11週から第15週まで5試合連続でサックをあげた。第13週のニューヨーク・ジャイアンツ戦ではジーノ・スミスをサックし、スミスがファンブルしたボールをリカバーした。第15週のダラス・カウボーイズ戦ではダック・プレスコットを2回サックした。この年全16試合に先発出場し、78タックル、10.5サック、1ファンブルフォース、1ファンブルリカバーの成績をあげて3年連続のプロボウルに選ばれた。NFL Top Players の16位に評価された。

### シカゴ・ベアーズ
2018年、シーズン開幕前ホールドアウトした彼は9月1日、ドラフト2巡指名権と共にシカゴ・ベアーズの2019年、2020年のドラフト1巡指名権と引き替えにトレードされた。トレード直後に彼はベアーズと6年1億4100万ドル（9000万ドルの保証）、守備選手としてはNFL史上最高額の契約を結んだ。
開幕週のグリーンベイ・パッカーズ戦の第2Qに負傷した先発アーロン・ロジャースに代わり出場していたデショーン・カイザーをサック、さらに同じ第2Qにカイザーのパスをインターセプト、27ヤードのリターンタッチダウンをあげた。ハーフでサック、ファンブルフォース、ファンブルリカバー、インターセプト、タッチダウンをあげたのは彼が初めてであった（1982年にサックが公式記録となって以降のこと。）。第2週のシアトル・シーホークス戦でラッセル・ウィルソンから、第3週のアリゾナ・カージナルス戦でジョシュ・ローゼンからサックをあげた。第4週のタンパベイ・バッカニアーズ戦でもサックをあげた彼は2005年にインディアナポリス・コルツのロバート・マシスが記録して以来となる4試合連続でサック、ファンブルフォースをあげた。開幕から4試合連続の記録は1999年、ジャクソンビル・ジャガーズのトニー・ブラッケンズが記録して以来のことであった。9月に17タックル、5サック、4ファンブルフォース、1ファンブルリカバー、1インターセプト、1タッチダウンをあげた彼はNFCの月間最優秀守備選手に選ばれた。ベアーズの守備選手が月間最優秀守備選手に選ばれるのは2012年10月のチャールズ・ティルマン以来であった。第6週のマイアミ・ドルフィンズ戦で右足首を痛め、第8週のニューヨーク・ジェッツ戦、第9週のバッファロー・ビルズ戦の2試合を欠場した。第10週のデトロイト・ライオンズ戦で復帰、マシュー・スタッフォードを2回サック、5タックルをあげた。第11週のミネソタ・バイキングス戦で2タックル、カーク・カズンズ２を1回サック、RBダルビン・クックに対してファンブルフォースをあげた。第14週、11勝1敗のロサンゼルス・ラムズ戦でジャレッド・ゴフに対してファンブルフォースをあげるなど、ベアーズの守備陣は4回のターンオーバーを奪い15-6で勝利した。第15週のグリーンベイ・パッカーズ戦ではアーロン・ロジャースから2.5サックをあげがチームは24-17でNFC北地区優勝を決めた。
フィラデルフィア・イーグルスとのワイルドカードプレーオフでは6タックルをあげたがチームは15-16で敗れた。
この年先発13試合を含む14試合に出場し、47タックル、12.5サック、6ファンブルフォース、2ファンブルリカバー、1インターセプト、1タッチダウンをあげた。ベアーズの選手が12.5サック以上あげたのは1993年のリチャード・デント以来のことであった。怪我で欠場した試合もあったものの4年連続のプロボウル、3年連続のオールプロファーストチームに選ばれた。プロフットボール・フォーカスからは90.7点とNFLのエッジラッシャーとしては2番目に高く評価された。
2019年、第2週のデンバー・ブロンコス戦でジョー・フラッコをサック、第3週のワシントン・レッドスキンズ戦でケイス・キーナムを2回サック、4タックル、2ファンブルフォースをあげた。第4週のミネソタ・バイキングス戦でも4タックル、1.5サック、1ファンブルフォースをあげた。第5週、ロンドンで行われた古巣のレイダース戦で3タックル、1ファンブルフォースをあげたがチームは敗れた。第12週のニューヨーク・ジャイアンツ戦でダニエル・ジョーンズをサックしファンブルフォースした。第14週のダラス・カウボーイズ戦ではダック・プレスコットにダイビングしてサックを決めた。第16週のカンザスシティ・チーフス戦ではパトリック・マホームズをサックした。
この年全16試合に先発出場、47タックル、8,5サック、5ファンブルフォース。1ファンブルリカバーをあげたて5度目のプロボウルに選ばれた。
2020年、第2週のニューヨーク・ジャイアンツ戦でダニエル・ジョーンズをサック、またチームメートのロバート・クインがファンブルフォースしたボールをリカバーした。第5週のタンパベイ・バッカニアーズ戦ではトム・ブレイディを2回サック、3タックルをあげて20-19の勝利に貢献した。第10週のミネソタ・バイキングス戦でカーク・カズンズのパスをインターセプトした。第14週のヒューストン・テキンサンズ戦ではデショーン・ワトソンをエンドゾーンでサックしてセイフティをあげた。またRBデューク・ジョンソンからファンブルフォース、自らファンブルリカバーする活躍を見せた。最終週のグリーンベイ・パッカーズ戦でロジャースをサック、4タックルをあげたがチームは敗れた。ニューオーリンズ・セインツとのワイルドカードプレーオフでチームは敗れた。この年6年連続のプロボウルに選ばれた。
2021年、9月19日のシンシナティ・ベンガルズ戦でジョー・バロウをサックした。9月26日のクリーブランド・ブラウンズ戦では2サックをあげた。10月10日のラスベガス・レイダース戦では7タックル、1サックをあげてチームの勝利に貢献した。
この年足の手術を行ったため11月19日に故障者リスト入りし7試合の出場にとどまった。19タックル、6サックをあげた。

### ロサンセルス・チャージャーズ
2022年3月16日、2022年のドラフト2巡、2023年のドラフト6巡とのトレードでロサンゼルス・チャージャーズにトレードされた。チャージャーズのヘッドコーチは2018年にシカゴ・ベアーズのアウトサイドラインバッカーコーチを務めていたブランドン・ステイリーである。
2023年は全17試合に先発出場し、自己最多の17サックを記録したが、チーム事情のため減給を受け入れて残留した。
2024年は16試合に先発出場し、39タックル、6サックという成績だった。2025年3月10日、全額が保証された1年1800万ドルの契約でチャージャーズと再契約を結んだ。

## 人物
2019年6月にアメリカの経済誌フォーブスが発表したスポーツ選手長者番付では13位にランクインした。